# A-92 (motorväg, Spanien)
A-92 är Andalusiens huvudväg och förbinder Sevilla med Almeria via Granada. Vägen byggdes med Världsutställningen 1992 i Sevilla i åtanke och fick därför numreringen A-92, en numrering som inte ändrades 2004. Vägen underhålls av den andalusiska regeringen.
Vid Guadix finns en förgreningsväg mot Murcia med vägnumret A-92N. Den delen stod faktiskt färdig innan förbindelsen mellan Guadix och Almeria.